# Khani
Khani (rus i iacut: Хани) és un possiólok, un poble rus, de la República de Sakhà. Es troba prop del límit amb l'óblast de l'Amur i el krai de Zabaikàlie.